# Rebel Galaxy
Rebel Galaxy est un jeu vidéo de combat et de commerce spatiaux développé et publié par Double Damage Games en 2015.
Une préquelle, Rebel Galaxy Outlaw, est sortie en 2019 sur l'Epic Games Store.